# Blink Twice
Blink Twice (engl. für „zweimal blinzeln“) ist ein Mystery-Thriller von Zoë Kravitz. Der Film mit Naomi Ackie und Channing Tatum in den Hauptrollen startete im August 2024 in den deutschen und US-amerikanischen Kinos.

## Handlung
Die Freundinnen und Kolleginnen Frida und Jess, beide Kellnerinnen, leben in einfachen Verhältnissen in einer kleinen Wohnung und sehnen sich nach einem Ausbruch aus ihrem Alltag. Der Film beginnt mit einer mysteriösen, fast traumähnlichen Szene, die, wie sich später herausstellt, aus Fridas Perspektive gezeigt wird. Sie starrt intensiv auf ein Reptil, das sich auf einem Ast befindet. Die Bedeutung der Szene bleibt zunächst unklar; sie endet abrupt und die eigentliche Handlung mit den Freundinnen beginnt.
Frida entdeckt in den sozialen Medien ein Interview mit dem Self-Made-Milliardär Slater King. In dem Video bittet King öffentlich um Vergebung für angeblichen Machtmissbrauch, betont aber gleichzeitig, dass seine häufigen Entschuldigungen inzwischen an Bedeutung verloren hätten. Fasziniert von seiner charismatischen Ausstrahlung bleibt Frida an ihm hängen.
Später arbeiten Frida und Jess als Cocktailkellnerinnen bei einer exklusiven Spendengala von Slater Kings Stiftung. Auf der Gala kommen sich Frida und der charismatische Slater näher. Der Technologiemogul, der nach einem Skandal als CEO seines Unternehmens zurückgetreten ist, bietet Frida und Jess spontan an, ihn auf seine Privatinsel zu begleiten. Die beiden jungen Frauen, die sich nach einem Abenteuer sehnen, akzeptieren das Angebot, ohne sich über Slaters fragwürdige Vergangenheit allzu viele Gedanken zu machen.
Auf der Insel angekommen treffen sie auf eine kleine Gruppe von Slaters Freunden: Vic, Cody, Tom und Lucas. Zudem sind weitere Frauen anwesend, die von Slaters mysteriöser Assistentin Stacy eingeladen wurden: Sarah, Camilla und Heather. Für ihren Aufenthalt erhalten Frida und Jess weiße Outfits, die alle Inselgäste tragen. Es scheint eine paradiesische Umgebung zu sein, in der Alkohol, exquisite Speisen und täglicher Drogenkonsum die Hauptbeschäftigungen sind. Was nach dem Drogenkonsum passiert, scheint den Frauen nicht in Erinnerung zu bleiben.
Doch schon bald beginnt die Atmosphäre zu kippen. Frida trifft immer wieder auf merkwürdige Angestellte von Slater auf der Insel, darunter Einheimische, die in einer ihr fremden Sprache oder gar nicht sprechen und Furcht in ihr auslösen. Auch in ihrem Zimmer taucht plötzlich eine einheimische Frau auf, die unverständliche Worte murmelt. In ihrem Badeschrank entdeckt Frida zudem einige merkwürdige Gegenstände, darunter einen roten Lipgloss, den sie jedoch nicht von sich kennt und der ihr vertraut, aber gleichzeitig fremd erscheint. Diese kleinen Details verstärken das Gefühl, dass etwas nicht stimmt. Zudem ist nur ein einziges Parfüm vorhanden, das sie täglich verwendet.
Ein Wendepunkt tritt ein, als Jess während des Feierns am Pool von einer Schlange gebissen wird. Panisch ruft Frida nach Hilfe, woraufhin Slater die Schlange mit einer Glasflasche tötet. Während er versucht, die Situation zu entschärfen, entsteht eine bedrohliche Spannung.
Jess äußert gegenüber Frida Zweifel, berichtet von dem Gefühl, dass alles inszeniert und manipuliert ist und warnt ihre Freundin. Doch diese ist zu sehr in Slater Kings Bann gefangen und schenkt den Worten ihrer Freundin keine wirkliche Beachtung. Kurz darauf verschwindet Jess spurlos.
Frida begegnet einer der einheimischen Frauen, die sie vorher beim Töten einer Schlange auf der Insel beobachtet hatte, in einem kleinen, schmutzigen Raum voller roter Tüten mit Parfüm. Die Frau hatte Frida das Gift der Schlangen angeboten, welches sie aus Höflichkeit trank, ohne dass Slater davon wusste. Dieses Gift erwies sich als Schlüssel zu Fridas Erinnerungsvermögen. Es schützte sie davor, die Ereignisse der Nächte zu vergessen.
Während der nächtlichen Partys befinden sich die Frauen immer wieder in einem betäubten, willenlosen Zustand, wie in Rückblenden gezeigt wird. In dieser Phase sind sie den Männern der Insel hilflos ausgeliefert, werden gefesselt und vergewaltigt. Diese sexuellen Übergriffe wiederholen sich jede Nacht, doch die Frauen können sich aufgrund der Drogen und des Parfüms am nächsten Tag nicht daran erinnern. Die Manipulation der Erinnerungen durch die Drogen schafft eine perfide Illusion von Sicherheit und Normalität, obwohl nachts Grauenhaftes geschieht.
Als Frida die anderen Frauen nach ihrer Freundin fragt, reagieren diese so, als hätten sie nie von Jess gehört. Frida ist die einzige, die sich an sie erinnert und merkt, dass die Manipulation auf der Insel tiefer geht, als sie je geahnt hätte.
In einer der verstörendsten Szenen liegt Frida gefesselt vor Slater und Rich. Dieser scheint sie vergewaltigen zu wollen, während sie sich in benebeltem und hilflosem Zustand befindet. Diese Tat hinterlässt in Frida ein tiefes Gefühl der Machtlosigkeit, das sich jedoch in Wut und den Drang nach Rache umwandelt.
Frida verbündet sich mit Sarah und flößt auch den anderen Frauen das Schlangengift ein, wonach jene ebenfalls beginnen, die grausame Wahrheit zu begreifen. Sie rächen sich daraufhin brutal an ihren Peinigern, die sie entweder töten (wobei im Kampfgeschehen auch Camilla und Heather getötet werden) oder letztendlich beim Abbrennen der Villa sterben. Im Höhepunkt der Geschichte gelingt es Frida, Slater King in einen Zustand völliger Verwirrung zu versetzen, kurz bevor er Sarah töten kann, indem sie das Parfüm, das für Gedächtnisverlust sorgt, heimlich in seine E-Zigarette infiltriert. Frida und Sarah entkommen dem brennenden Gebäude, wobei Frida auch Slater rettet.
Der Film endet mit einer düsteren Note: Frida kehrt mit Slater King zur Spendengala zurück. Sie hat sich äußerlich ein wenig verändert und ihr Auftreten ist kalt und kalkuliert. Sie sieht auch den Psychiater der Insel wieder und deutet an, dass sie ihre gemeinsame Vergangenheit kennt, was bei ihm Nervosität auslöst. Zwei Security-Mitarbeiter erscheinen und fordern ihn auf, sie zu begleiten. Die letzte Szene des Films zeigt, wie Frida in Kontakt mit einem Kunden von Slater King ist, während Slaters Erinnerungen mit Hilfe der E-Zigarette und dem Liquid aus der Desidera-Blume in Schach gehalten werden.

## Produktion

### Filmstab und Besetzung

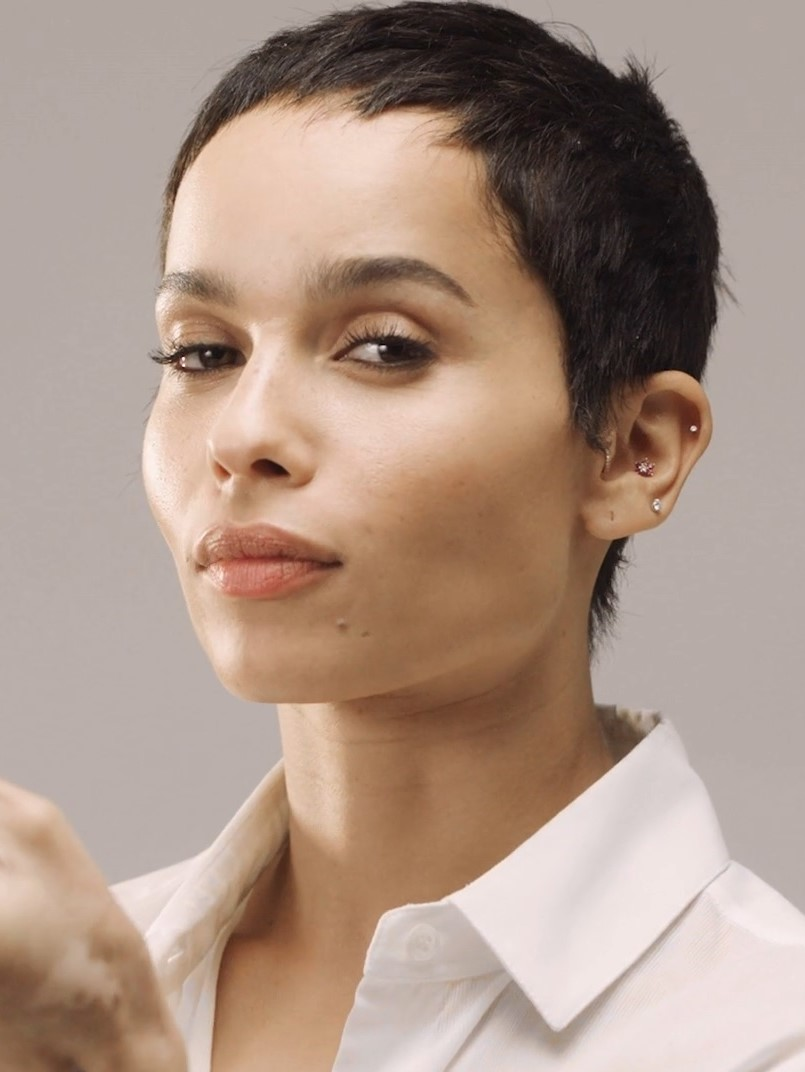
Regisseurin Zoë Kravitz

Regie führte Zoë Kravitz, die gemeinsam mit E.T. Feigenbaum auch das Drehbuch schrieb. Es handelt sich bei Blink Twice um das Regiedebüt von Kravitz. Als Schauspielerin ist sie bekannt aus Filmen wie Phantastische Tierwesen: Grindelwalds Verbrechen, in dem sie Leta Lestrange spielte, Kimi von Steven Soderbergh und The Batman von Matt Reeves, in dem sie in der Rolle von Catwoman zu sehen war.
Naomi Ackie spielt in der Hauptrolle die Cocktailkellnerin Frida und Alia Shawkat ihre beste Freundin Jess, die sie nach „Pussy Island“ begleitet. Channing Tatum spielt den Milliardär Slater King. Sie beide fungierten neben Bruce Cohen, Garret Levitz, Tiffany Persons und George Scarles auch als Produzenten des Films. Geena Davis spielt Stacy, die Assistentin des Milliardärs. Christian Slater, Simon Rex, Haley Joel Osment und Levon Hawke spielen Slater Kings Freunde Vic, Cody, Tom und Lucas. Adria Arjona, Liz Caribel und Trew Mullen sind in den Rollen von Sarah, Camilla und Heather zu sehen, die Stacy ebenfalls auf die Privatinsel eingeladen hat. Kyle MacLachlan spielt Rich.

### Dreharbeiten und Filmmusik
Die Dreharbeiten begannen am 23. Juni 2022 und fanden in Mexiko statt. Der Arbeitstitel war Pussy Island. Als Kameramann fungierte Adam Newport-Berra, der zuletzt für eine Vielzahl von Musikvideos, das Filmdrama The Last Black Man in San Francisco von Joe Talbot und die Fernsehserie The Bear: King of the Kitchen tätig war.
Die Filmmusik komponierte Chanda Dancy. Das Soundtrack-Album mit insgesamt elf Musikstücken soll zum US-Kinostart von Lakeshore Records als Download veröffentlicht werden.

### Marketing und Veröffentlichung
Der erste Trailer wurde im April 2024 vorgestellt. Die Premiere von Blink Twice erfolgte am 8. August 2024 in Los Angeles. Am 22. August 2024 soll der Film in die deutschen und am darauffolgenden Tag in die US-amerikanischen Kinos kommen. Am 21. Januar 2025 wurde Blink Twice in Deutschland in das Programm von Prime Video aufgenommen.

### Synchronisation
Die deutsche Synchronisation entstand nach einem Dialogbuch von Alexander Löwe und der Dialogregie von Kathrin Neusser im Auftrag der FFS Film- & Fernseh-Synchron GmbH in Berlin.
| Darsteller        | Synchronsprecher  | Rolle       |
| ----------------- | ----------------- | ----------- |
| Naomi Ackie       | Yvonne Greitzke   | Frida-King  |
| Channing Tatum    | Daniel Fehlow     | Slater King |
| Alia Shawkat      | Alice Bauer       | Jess        |
| Christian Slater  | Sven Hasper       | Vic Mahoney |
| Simon Rex         | Johannes Raspe    | Cody        |
| Adria Arjona      | Viola Müller      | Sarah       |
| Haley Joel Osment | Tim Sander        | Tom         |
| Liz Caribel       | Lea Kalbhenn      | Camilla     |
| Levon Hawke       | Marco Eßer        | Lucas       |
| Trew Mullen       | Luisa Wietzorek   | Heather     |
| Geena Davis       | Sabine Falkenberg | Stacy       |
| Kyle MacLachlan   | Bernd Vollbrecht  | Prof. Rich  |

## Rezeption

### Altersfreigabe
In den USA erhielt der Film von der MPAA ein R-Rating, was einer Freigabe ab 17 Jahren entspricht. In Deutschland wurde Blink Twice von der FSK ab 16 Jahren freigegeben. In der Freigabebegründung heißt es, die Geschichte sei anfangs entspannt erzählt und evoziere karibische Party-Stimmung, bis die Handlung eine jähe Wendung nimmt und zu einer düsteren und blutigen Gewaltphantasie wird. Für ab 16-Jährige seien die teils drastischen Gewalt- und Tötungsdarstellungen verkraftbar, da sie diese in den genrenahen und deutlich artifiziellen Kontext des Films einordnen und sich ausreichend distanzieren können.

### Kritiken und Einspielergebnis
Von den bei Rotten Tomatoes aufgeführten Kritiken sind 74 Prozent positiv. Bei Metacritic erhielt der Film einen Metascore von 66 von 100 möglichen Punkten.
Christopher Diekhaus, Filmkorrespondent der Gilde deutscher Filmkunsttheater, schreibt in seiner Kritik, die Dauerparty und das exzessive Benehmen der Anwesenden lade Blink Twice mit einer gehörigen Portion absurder Komik auf. Gleichzeitig erzeugten unheilvolle Vorahnungen und Irritationen eine bedrohliche Atmosphäre, und immer mehr Fragen türmten sich auf. Ähnlich wie der thematisch verwandte Mystery-Thriller Don’t Worry Darling zögere Zoë Kravitz’ Erstling die Eskalation aber eine ganze Weile hinaus, allerdings sei ihr Inselschocker aber auch nicht besonders tiefschürfend. Wenngleich sich erahnen lasse, wohin die Reise in Blink Twice geht, habe Kravitz einige kleine Überraschungen in petto. In den Bann schlage einen auch die durchweg ansprechende Optik, die Art und Weise, wie die Neuregisseurin Farben verwendet und Klänge einsetzt.
Sophie Butcher vom Magazin Empire findet, Blink Twice sei insgesamt betrachtet ein wirklich gelungenes Debüt von Kravitz und hebt ihren beißenden Sinn für Humor hervor. Der scharfsinnige Thriller sollte sie als mutiges Regietalent etablieren. Zudem bekomme man im Film einen Channing Tatum präsentiert, wie man ihn noch nie zuvor gesehen hat.
Im IndieWire Critics Poll 2024 landete Blink Twice auf dem fünften Platz bei den Erstlingsfilmen. Die Jury der Deutschen Film- und Medienbewertung hat dem Film das Prädikat „wertvoll“ verliehen.
Die weltweiten Einnahmen des Films aus Kinovorführungen belaufen sich auf 46,4 Millionen US-Dollar.

### Auszeichnungen
Im Rahmen der Oscarverleihung 2025 wurde Dancys Arbeit in eine Shortlist der Kategorie Beste Filmmusik aufgenommen. Im Folgenden eine Auswahl von Nominierungen.
Astra Film Awards 2024
- Nominierung als Bester Debütfilm (Zoë Kravitz)[23]

Black Reel Awards 2025

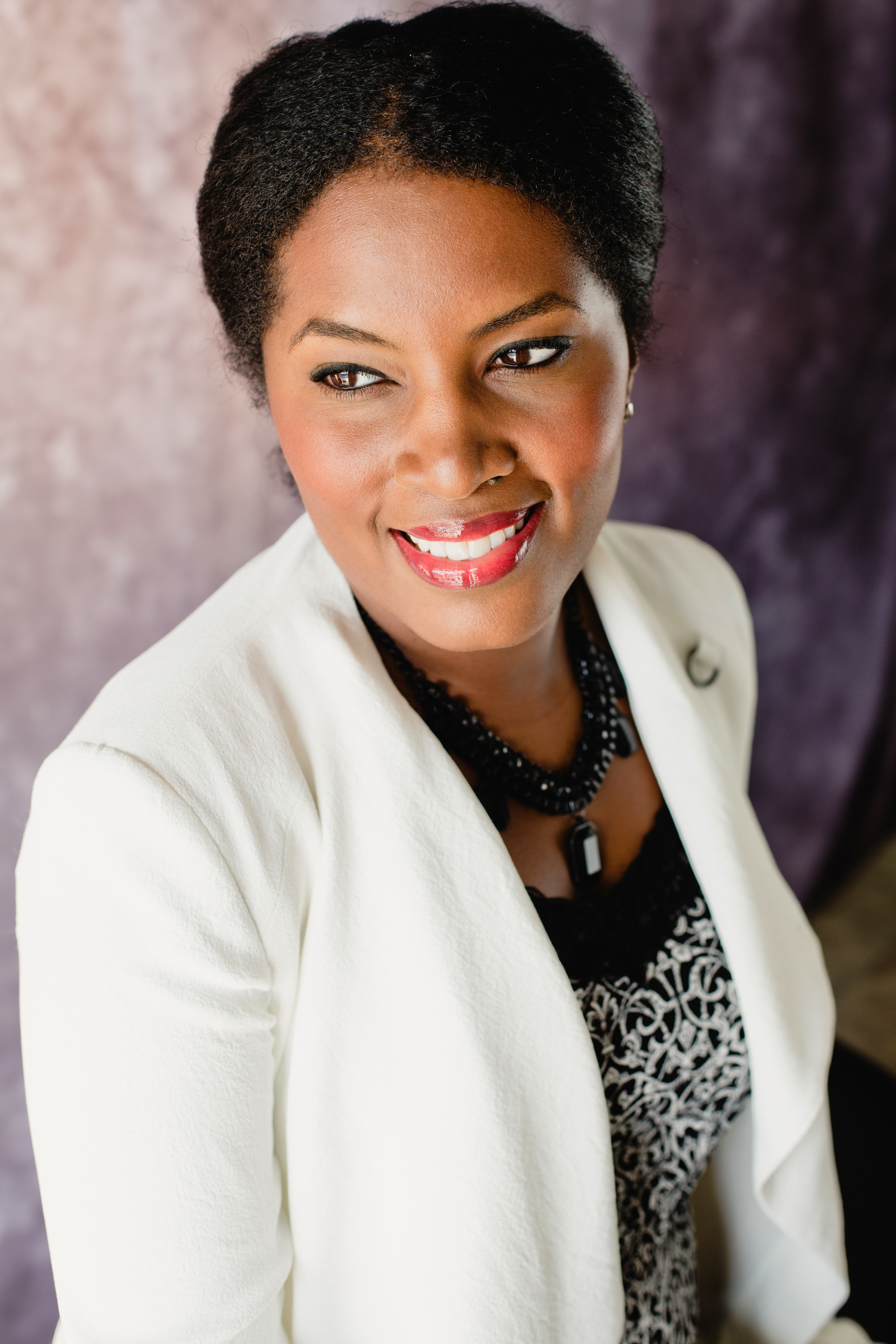
Komponistin Chanda Dancy

- Nominierung als Bester Independent-Film (Zoë Kravitz)
- Nominierung für die Beste Regie (Zoë Kravitz)
- Nominierung für die Beste Nachwuchsregie (Zoë Kravitz)
- Nominierung für das Beste Debütdrehbuch (Zoë Kravitz)
- Nominierung für die Beste Hauptrolle (Naomi Ackie)
- Nominierung als Beste Nachwuchsschauspielerin (Naomi Ackie)
- Nominierung für die Beste Filmmusik (Chanda Dancy)[24]

Fangoria Chainsaw Awards 2025
- Nominierung als Bester Debütfilm[25]

NAACP Image Awards 2025
- Nominierung als Bester Nachwuchs (Zoë Kravitz)[26]

Online Association of Female Film Critics Awards 2025
- Nominierung als Beste Nachwuchsfilmemacherin (Zoë Kravitz)[27]

San Diego Film Critics Society Awards 2024
- Nominierung für das Beste Filmdebüt (Zoë Kravitz)
- Nominierung für den Besten Filmschnitt (Kathryn J. Schubert)[28]

Saturn Awards 2025
- Nominierung als Bester Thriller